# Chromelosporium ochraceum
Chromelosporium ochraceum är en svampart som beskrevs av Corda 1833. Chromelosporium ochraceum ingår i släktet Chromelosporium och familjen Pezizaceae.   Inga underarter finns listade i Catalogue of Life.